# Arab
Arab es una ciudad ubicada en los condados de Cullman y Marshall en el estado estadounidense de Alabama. En el año 2000 tenía una población de 7691 habitantes y una densidad poblacional de 215,4 personas por km².

## Geografía
Arab se encuentra ubicada en las coordenadas 34°19′40″N 86°29′55″O / 34.32778, -86.49861. Según la Oficina del Censo, la localidad tiene un área total de 33,3 km² (12,9 mi²), de la cual 33,1 km² (12,8 mi²) es tierra y 0,2 km² (0,1 mi²) (0.62%) es agua.

## Demografía
Según la Oficina del Censo en 2000 los ingresos medios por hogar en la localidad eran de $36,716, y los ingresos medios por familia eran $45,761. Los hombres tenían unos ingresos medios de $32,425 frente a los $24,265 para las mujeres. La renta per cápita para la localidad era de $20,035. Alrededor del 10% de la población estaban por debajo del umbral de pobreza.